# José Luis Félix Chilavert González
José Luis Félix Chilavert González (castellà: José Luis Chilavert)  (Luque, 27 de juliol de 1965) és un exporter professional especialista en el llançament de faltes i penals. Va ser escollit "Millor porter del Món" el 1995, 1997 i 1998, i en l'actualitat se'l considera un dels millors porters de la història del futbol.
A més de ser un dels millors porters del seu temps, Chilavert també era conegut per la seva habilitat com a llançador de faltes i penals. Aquesta característica li permeté convertir-se en el porter màxim golejador de la història, fins que el brasiler Rogério Ceni, l'avançà en el 2006. Durant la seva carrera professional, Chilavert anotà 62 gols, molts d'ells crucials, incloent-ne vuit com a internacional. Quatre dels gols amb la seva selecció van ser marcats durant la fase de classificació per al Mundial 2002.
Chilavert també fou conegut per les seves excentricitats, així com pel seu temperament. Un dels casos més sonats va ser l'expulsió per barallar-se amb l'exjugador del Newcastle 'Tino' Asprilla.

## Inicis

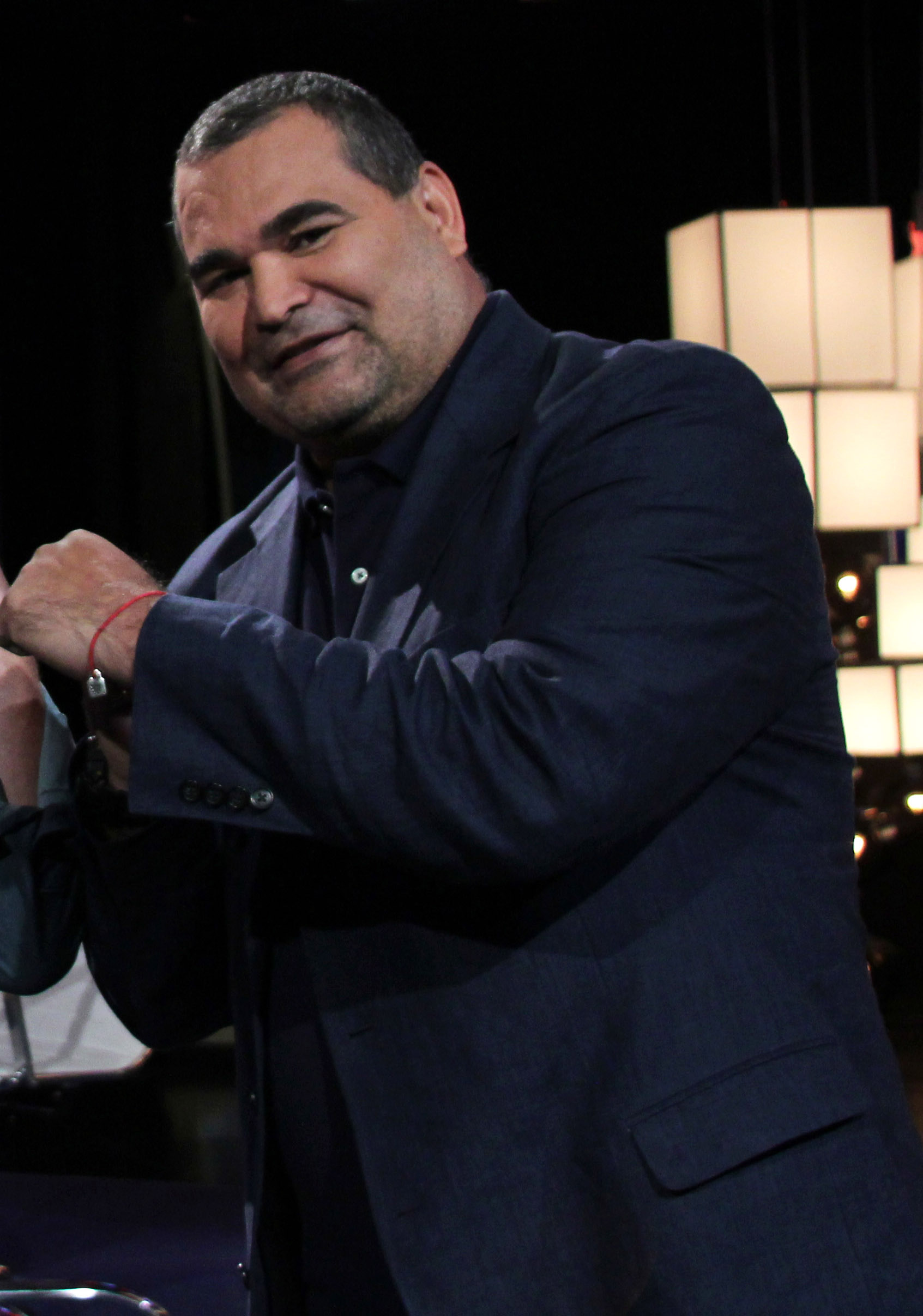
Chilavert, 2014.

Chilavert va debutar en la Primera Divisió de Paraguai el 1980 defensant l'arc del Sportivo Luqueño amb tan sols 15 anys.
Va arribar a l'Argentina el 1985, contractat per San Lorenzo de Almagro, amb el qual va guanyar la Liguilla Pre-Libertadores. En el seu pas pel club de Boedo, es recorda el seu atreviment per llançar tirs lliures, si bé no va arribar a marcar gols en el club "sant".
El 1988 va ser transferit al Reial Saragossa, on va romandre fins al 1991. En aquest club assolí un gol de penal en un partit enfront de la Reial Societat, si bé a continuació rebé un gol amb el servei de centre de camp realitzat per Jon Andoni Goikoetxea. En el seu retorn a l'Argentina va ser ofert novament a San Lorenzo, però el club de Boedo el va rebutjar, preferint els dirigents de llavors a Oscar Passet. Llavors va recalar en Vélez Sársfield, club on viuria la seva etapa futbolística més reeixida.
El 1992, sota la direcció tècnica d'Eduardo Luján Manera, Vélez Sarsfield va ser subcampió del Torneig Clausura i es va consagrar campió de la Liguilla pre-Libertadores, però després el somni de jugar la Copa es va veure frustrat al perdre 1-0 amb Newell's Old Boys en la final.

## Èxits amb el Vélez Sársfield
Amb l'arribada de Carlos Bianchi el 1993 Vélez Sarsfield va guanyar un seguit de títols en els quals Chilavert va ser una de les principals figures, no només per les seves aturades decisives sinó també pels seus gols i la seva influència en el planter. La potent pegada del seu peu esquerre el va portar a convertir-se en una llegenda. Al Vélez Sarsfield va convertir el seu primer gol el dia que es va consagrar campió del Torneig Clausura 1992-93, el 8 de juny del 1993.
El seu primer gol de tir lliure se'l marcà a Marcelo Pontiroli, porter del Deportivo Español (actualment Social Español), quan faltava solament un minut per a acabar el partit i el resultat estava empatat en zero. Posteriorment va convertir dos gols a l'exporter colombià de Vélez Sarsfield Carlos Fernando Navarro Montoya, que llavors militava en el Boca Juniors i un a Germán Burgos porter del River Plate des de més enrere de la meitat del camp, entre d'altres.
El 1994 va guanyar la Copa Libertadores i la Copa Intercontinental amb Vélez, en la recordada final enfront de l'AC Milà que l'equip del barri de Liniers va guanyar 2-0 amb gols de Roberto Trotta i Omar Asad.
La temporada 1995-96 es va coronar campió del Torneig Apertura i el Torneig Clausura. El 1996 els títols van ser la Copa Interamericana i la Supercopa Sud-americana. El 1997 el títol obtingut va ser la Recopa Sud-americana a Kobe (Japó) enfront del River Plate i, el 1998, el Torneig Clausura 1997-98.

## El porter golejador
Durant la seva carrera professional va arribar a marcar 62 gols en partits oficials segons l'IFFHS, convertint-se en el porter més golejador de la història del futbol. No obstant això, el 20 d'agost del 2006 aquesta marca va ser superada pel porter brasiler Rogério Ceni, jugador del Sao Paulo, que va marcar aquest dia dos gols i va establir així un nou rècord amb 64 gols marcats en partits oficials.

## Pas per França i fi de la carrera
En el 2000 és traspassat al Racing d'Estrasburg on va guanyar la Copa francesa de futbol.
El 2003 va conquistar el seu últim títol amb el CA Peñarol de l'Uruguai i l'any següent va tornar al Vélez Sársfield per a jugar la Copa Libertadores, sense èxit. En finalitzar la Copa, en desembre del 2003 va anunciar la seva retirada, la qual va efectuar l'11 de novembre del 2004.
El partit de la seva retirada es va jugar a l'Estadio José Amalfitani on va marcar un gol per al seu equip enfront del porter colombià René Higuita.

## Palmarès

### Campionats nacionals
| Títol                   | Club                  | País      | Any  |
| ----------------------- | --------------------- | --------- | ---- |
| Torneig Clausura        | Vélez Sársfield       | Argentina | 1993 |
| Torneig Apertura        | Vélez Sársfield       | Argentina | 1995 |
| Torneig Clausura        | Vélez Sársfield       | Argentina | 1996 |
| Torneig Clausura        | Vélez Sársfield       | Argentina | 1998 |
| Copa francesa de futbol | Racing de Estrasburgo | França    | 2001 |
| Lliga uruguaiana        | CA Peñarol            | Uruguai   | 2003 |

### Copes internacionals
| Títol                   | Club            | País      | Any  |
| ----------------------- | --------------- | --------- | ---- |
| Copa Libertadores       | Vélez Sársfield | Argentina | 1994 |
| Copa Intercontinental   | Vélez Sársfield | Argentina | 1994 |
| Copa Interamericana     | Vélez Sársfield | Argentina | 1996 |
| Supercopa Sud-americana | Vélez Sársfield | Argentina | 1996 |
| Recopa Sud-americana    | Vélez Sársfield | Argentina | 1996 |

### Distincions individuals
| Distinció                       | Any  |
| ------------------------------- | ---- |
| Millor porter de l'any          | 1995 |
| Futbolista sud-americà de l'any | 1996 |
| Millor porter de l'any          | 1997 |
| Millor porter de l'any          | 1998 |